# Klemens Murańka
Klemens Murańka (Zakopane, 31 de agosto de 1994) es un deportista polaco que compitió en salto en esquí. Ganó una medalla de bronce en el Campeonato Mundial de Esquí Nórdico de 2015, en el trampolín grande por equipos.

## Palmarés internacional
| Campeonato Mundial | Campeonato Mundial | Campeonato Mundial | Campeonato Mundial |
| Año                | Lugar              | Medalla            | Prueba             |
| ------------------ | ------------------ | ------------------ | ------------------ |
| 2015               | Falun (Suecia)     | Medalla de bronce  | TG por equipos     |